# Trichoniscoides cavernicola
Trichoniscoides cavernicola es una especie de crustáceo isópodo terrestre cavernícola de la familia Trichoniscidae.

## Distribución geográfica
Son endémicos del norte de la España peninsular.